# 沙特基础工业

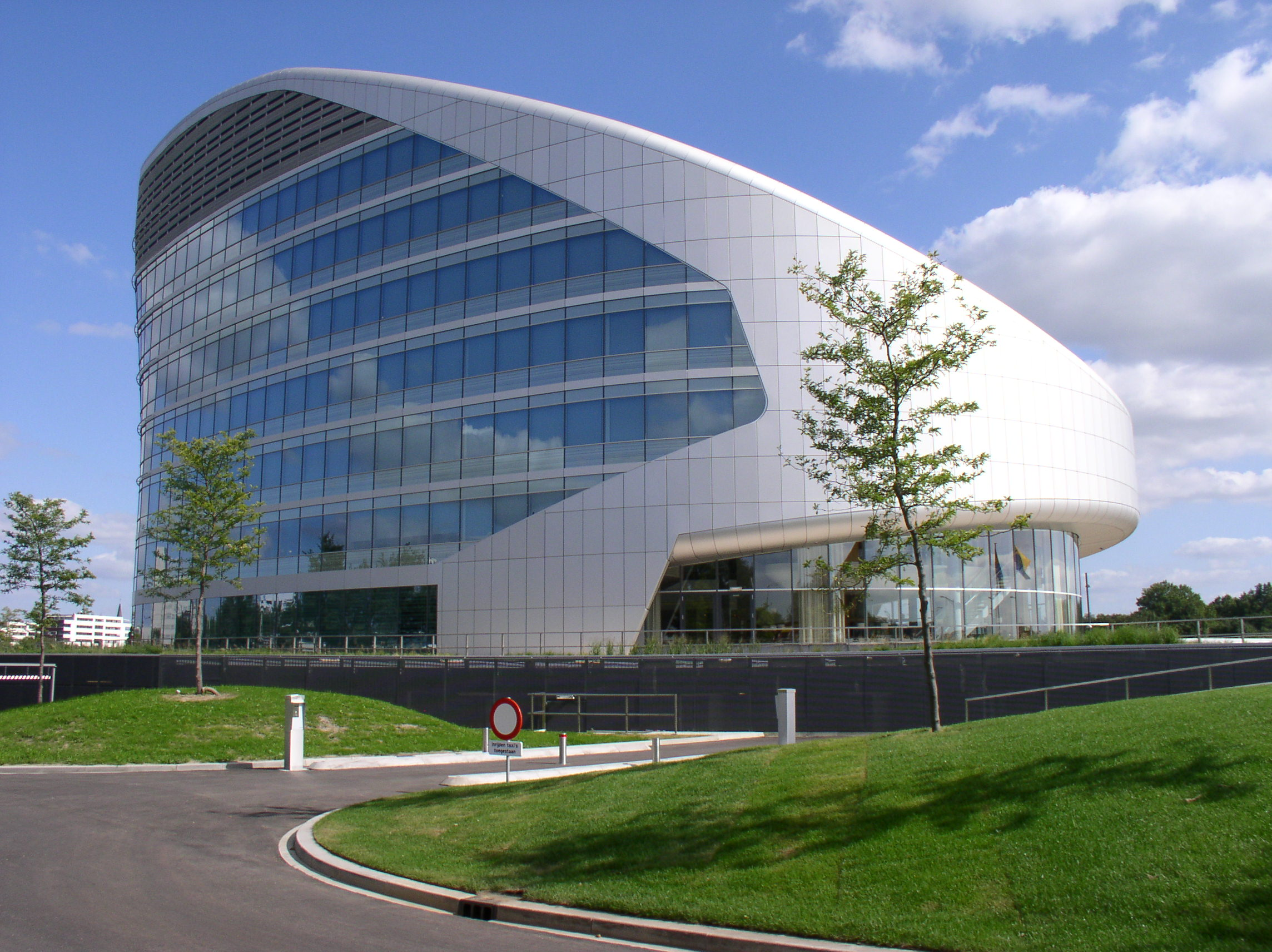
集团位于荷兰的欧洲总部

沙特基础工业公司（Saudi Basic Industries Corporation、SABIC，阿拉伯语：‎），簡稱沙基工業 ，於1976年成立。
主要生產各類化工產品，包括鋼鐵、化學中間體、工業化聚、化肥等。其股份於沙特证券交易所上市。沙地阿拉伯政府持有70%股權。
2019年3月28日 沙特阿美斥資691億元美元向沙特主權財富基金公共投資基金（PIF）收購沙基工業（SABIC）70%股權

## 外部連結
- 官方网站（中文）
- 沙特基础工业的新浪微博